# Charles de Charette de La Contrie
Charles Athanase Marie de Charette de La Contrie (Nantes, 14 gennaio 1796 – Couffé, 16 marzo 1848) è stato un ufficiale francese.

## Biografia
Charles de Charette de La Contrie nacque il 14 gennaio 1796 (24 nevoso anno IV) nella casa della famiglia di sua madre, a Nantes. Per causa della morte prematura di suo padre, Louis Marin Charette de La Contrie, durante le guerre di Vandea, la sua nascita fu dichiarata al comune di Nantes solo il 10 agosto 1796 (23 termidoro anno IV). Suo padrino di battesimo fu il futuro Carlo X di Francia.
Nipote del generale vandeano François Athanase Charette de La Contrie, entrò nelle guardie del corpo del re con la Restaurazione (16 giugno 1814).
Durante i Cento Giorni, Charette prese parte alla rivolta scoppiata sotto la guida di d'Andigné. L'insurrezione fu repressa dal generale conte Jean Maximilien Lamarque, ma Charles vi perse il fratello minore, Ludovic, ferito a morte presso Aizenay.
Con la seconda Restaurazione, Charette venne nominato comandante del 5º squadrone dei cacciatori di Vandea (24 gennaio 1816) e promosso al grado di tenente colonnello nei cacciatori della guardia del re (ottobre 1821). Fu ammesso nella nobiltà francese con decreto del 23 dicembre 1823.

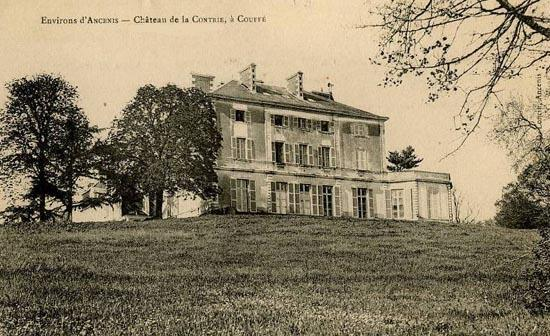
Il castello de La Contrie

Dopo il suo matrimonio, nel 1827, con Luisa di Borbone, contessa de Vierzon, figlia naturale del duca di Berry e di Amy Brown, passò al 5º reggimento dragoni (30 dicembre). Venne nominato colonnello dei corazzieri del duca di Berry (4º reggimento) dal 27 dicembre 1829.
Nel 1830 accompagnò in esilio la famiglia reale deposta, ma tornò segretamente in Francia nel giugno del 1831 per preparare una nuova sommossa e ripristinare la monarchia borbonica. Charette accompagnò per quel motivo la duchessa di Berry nel fallito tentativo del 1832 di restaurare i Borboni a beneficio di suo figlio, il conte di Chambord, e combatté nel giugno di quell'anno a Chêne, presso Vieille-Vigne. Dopo questo tentativo di restaurazione, comprese l'inutilità di continuare le ostilità ed accompagnò la duchessa a Nantes. Fu condannato a morte in contumacia dalla corte d'assise di Nantes con sentenza del 12 giugno 1834 per attentato alla sicurezza dello stato dalla monarchia orleanista, ma evitò la pena che vivendo a Losanna fin  quando non gli venne concesso di poter rientrare in Francia nel 1841. 
Si ritirò quindi a trascorrere gli ultimi anni della sua vita nel castello di La Contrie presso Couffé, dove morì nel 1848. Suo figlio Athanase de Charette fu come lui di ideali legittimisti, e sulle sue orme  percorse la carriera militare, entrando nel corpo degli zuavi pontifici.